# Cascata de Galegos da Serra
A Cascata de Galegos da Serra é uma queda de água (cascata) localizada em Galegos da Serra, freguesia de Vila Marim, concelho e distrito de Vila Real, em Portugal.
Esta queda de água localiza-se dentro da área protegida do Parque Natural do Alvão, numa paisagem de aspecto rude, com caminhos estreitos e difíceis. Surgem na paisagem grandes lajes de graníticas profundamente desgastadas pela erosão à mistura com rochas duras.
Trata-se de um terrenos inóspitos de alta serra que são adoçados pelo irromper desta queda de água. A altura da cascata ronda os 8 metros, e forma na sua base um pequeno poço. Encontra-se a curta distância da povoação com o mesmo nome.